# Kevil
Kevil és una població dels Estats Units a l'estat de Kentucky. Segons el cens del 2000 tenia 574 habitants.

## Demografia
Segons el cens del 2000, Kevil tenia 574 habitants, 245 habitatges, i 169 famílies. La densitat de població era de 346,3 habitants/km².
Dels 245 habitatges en un 30,6% hi vivien nens de menys de 18 anys, en un 57,1% hi vivien parelles casades, en un 9,4% dones solteres, i en un 31% no eren unitats familiars. En el 28,6% dels habitatges hi vivien persones soles el 16,3% de les quals corresponia a persones de 65 anys o més que vivien soles. El nombre mitjà de persones vivint en cada habitatge era de 2,31 i el nombre mitjà de persones que vivien en cada família era de 2,82.
Per edats la població es repartia de la següent manera: un 24,6% tenia menys de 18 anys, un 3,3% entre 18 i 24, un 29,1% entre 25 i 44, un 25,6% de 45 a 60 i un 17,4% 65 anys o més.
L'edat mediana era de 40 anys. Per cada 100 dones de 18 o més anys hi havia 83,5 homes.
La renda mediana per habitatge era de 32.417 $ i la renda mediana per família de 44.688 $. Els homes tenien una renda mediana de 35.625 $ mentre que les dones 24.688 $. La renda per capita de la població era de 16.974 $. Entorn del 9,6% de les famílies i el 15,1% de la població estaven per davall del llindar de pobresa.

## Poblacions més properes
El següent diagrama mostra les poblacions més properes.